# آن كيارني
آن كيارني (بالإنجليزية: Anne Kearney)‏ هي صاحبة مطعم وطباخة وطاهية أمريكية، ولدت في 18 يونيو 1967.